# Peugeot Type 82
La Peugeot Type 82 est un modèle d'automobile produit par le constructeur français Peugeot en 1906.